# Goran Grbović
Goran Grbović (en serbe : Горан Грбовић), né le 9 février 1961, à Kruševac, en République socialiste de Serbie, est un ancien joueur yougoslave de basket-ball. Il évolue durant sa carrière au poste d'ailier. 

## Palmarès
- 3e du championnat d'Europe 1987
- Champion de Yougoslavie 1987
- Finaliste du championnat d'Europe des 18 ans et moins 1980